# جيسلان كونان
جيسلان كونان (من مواليد 27 ديسمبر 1995) هو لاعب كرة قدم محترف من ساحل العاج يلعب كظهير أيسر يمثل منتخب ساحل العاج الوطني لعب سابقاً في نادي النصر السعودي ونادي الفيحاء.